# Gert Fieguth
Gert Fieguth (* 1961) ist Professor für die Gebiete Organisation, Personal und Informationsmanagement an der Hochschule Kehl und Studiendekan des Masterstudiengangs Europäisches Verwaltungsmanagement.

## Leben
Nach seinem Abitur in Nürnberg 1980 studierte Fieguth Mathematik, Wirtschafts- und Sozialwissenschaften an den Universitäten Erlangen-Nürnberg, Hagen und Oldenburg und schloss 1986/87 als Diplom-Ökonom und Diplom-Sozialwissenschaftler ab. Nach diversen Tätigkeiten in den USA (z. B. Harvard Kennedy School) und Deutschland (z. B. Deutscher Bundestag) war Fieguth 1991 bis 1996 für die Ingenieur- und Beratungsgesellschaft für Organisation und Technik tätig. 1994 promovierte Fieguth an der Universität Kassel zum Thema Komplexe Bürosysteme und Aushandlung (Titel der Verlagsausgabe: Informationsmanagement als Aushandlungsprozess). Seit 1996 ist Fieguth an der Hochschule Kehl tätig.

## Schriften (Auswahl)
- Gert Fieguth (Ko-Autor): Rat, Rathaus, Berater. In: Gegenwartsthemen in Verwaltungspraxis und Verwaltungswissenschaft. Nomos, Baden-Baden 2003. ISBN 3-8329-0196-5. Seite 215–223
- Gert Fieguth: Handlungsansätze für Personal- und Betriebsräte bei Organisationsentwicklungsprozessen. ÖTV, Stuttgart 1998.
- Gert Fieguth: Monitoring von TA-Studien der europäischen parlamentarischen TA-Einrichtungen im Bereich Informationstechnologie. Büro für Technikfolgen-Abschätzung beim Deutschen Bundestag, Bonn 1996.
- Gert Fieguth: Informationsmanagement als Aushandlungsprozess. Ars una, Neuried 1994. ISBN 3-89391-032-8
- Gert Fieguth (Ko-Autor): Entwicklung von Methoden zur Ermittlung der Gestaltungsanforderungen an expertensystemgestützte Arbeitssysteme. Ibek, Karlsruhe 1993.
- Gert Fieguth (Ko-Hrsg.): Zukunft der Informationstechnologie. Verl. Westfälisches Dampfboot, Münster 1992. ISBN 3-924550-53-0